# 滇南新乌檀
滇南新乌檀（学名：Neonauclea tsaiana）为茜草科新乌檀属下的一个种。

## 扩展阅读
- 維基物種上的相關：滇南新乌檀